# Tribalus phyllobius
Tribalus phyllobius är en skalbaggsart som först beskrevs av Thomas Broun 1914.  Tribalus phyllobius ingår i släktet Tribalus och familjen stumpbaggar. Inga underarter finns listade i Catalogue of Life.